# Andrew McIntosh
Andrew McIntosh – profesor na Wydziale Inżynierii Uniwersytetu w Leeds.

## Życiorys
Andrew C. McIntosh ukończył studia na Wydziale Matematyki Stosowanej Uniwersytetu Walii w Bangor w roku 1973, a doktorat z teorii spalania obronił na Wydziale Aerodynamiki, Cranfield Institute of Technology. Od 1995  jest profesorem na Uniwersytecie Leeds w dziedzinie termodynamiki i teorii spalania. Od 1996 jest członkiem Instytutu Matematyki, a od 2002 Instytutu Fizyki. Jest także członkiem Instytutu Energii, Royal Aeronautical Society oraz Institute of Gas Engineers and Managers. Jest specjalistą w zakresie spalania, zapłonu i eksplozji. Opublikował w tej dziedzinie ponad 100 prac naukowych. Ostatnio jego zainteresowania obejmują biomimetykę – naukę zajmującą się śledzeniem i naśladowaniem „inżynierskich” rozwiązań w biosferze, jak też tematykę pochodzenia informacji i jej roli w naukach biologicznych.
Jest współwłaścicielem pięciu patentów.

## Poglądy
Prof. McIntosh jest kreacjonistą młodej Ziemi, który nie zgadza się z paradygmatem niecelowej ewolucji biologicznej. Prof. McIntosh promuje biblijny kreacjonizm oraz inteligentny projekt (ang. intelligent design, ID). Jest jednym z liderów organizacji Truth in Science. W debacie z Richardem Dawkinsem w BBC Radio Ulster, McIntosh wyraził swoje przekonanie, iż świat ma 6000 lat, morskie trylobity musiały wymrzeć na skutek potopu Noego, i że druga zasada termodynamiki przeczy darwinowskiej teorii ewolucji.
W listopadzie 2006 Uniwersytet Leeds wystosował oświadczenie dystansując się wobec kreacjonizmu, oświadczając że przewodnictwo prof. McIntosha w Truth in Science nie łączy się z jego uniwersytecką pracą naukową i edukacyjną.
Badania grupy prof. McIntosha dotyczą rozwoju nowej technologii μMist (inżynieria bioniczna/biomimetyka), która opiera się na przyrodniczych rozwiązaniach (m.in. mechanizm obronny żuka bombardiera). W grudniu 2010 ich praca otrzymała nagrodę w dziedzinie innowacji i technologii.